# Haubenpinguin
Der Haubenpinguin, auch Schlegelpinguin genannt (Eudyptes schlegeli), ist eine Pinguin-Art, die einzig auf der subantarktischen Macquarie-Insel und den benachbarten Inseln vorkommt. Er zählt zu der Gattung der Schopfpinguine. Es werden keine Unterarten für den Haubenpinguin unterschieden. Die IUCN stuft den Haubenpinguin als gefährdet (vulnerable) ein. Grund für die Einordnung ist das sehr kleine Brutareal dieser Art, so dass außerordentliche Ereignisse in dieser Region sich massiv auf den Gesamtbestand auswirken würden. Der Gesamtbestand wird von der IUCN derzeit auf 1,7 Millionen geschlechtsreife Individuen geschätzt. Die durchschnittliche Lebenserwartung liegt bei 10 Jahren.
Der Haubenpinguin weist eine große Ähnlichkeit mit dem Goldschopfpinguin auf und wurde früher als dessen Unterart eingeordnet. Diese taxonomische Einordnung ist heute weitgehend aufgegeben und der Haubenpinguin wird als eigenständige Art betrachtet.

## Erscheinungsbild

### Allgemeine Merkmale
Der Haubenpinguin erreicht eine Körperlänge zwischen 65 und 75 Zentimeter und ist damit gemeinsam mit dem Goldschopfpinguin die größte Art innerhalb der Gattung der Schopfpinguine. Wie bei allen Schopfpinguinen variiert das Gewicht der Haubenpinguin stark im Verlauf des Jahres. Weibchen erreichen ein Gewicht zwischen 3 und 8,1 Kilogramm, Männchen wiegen zwischen 3,8 und 8,1 Kilogramm. Tendenziell ist das Gewicht unmittelbar vor der Mauser am höchsten. Das Gewichtsminimum wurde bislang nach der Aufzucht der Jungvögel festgestellt. Da für den Haubenpinguin bislang keine hinreichenden Daten vorliegen, fehlt das Gewicht nach der Mauser. Andere Arten aus der Gattung der Schopfpinguine haben tendenziell zu diesem Zeitpunkt ihr Gewichtsminimum. Das Gefieder der Haubenpinguine zeigt keine auffälligen jahreszeitlichen Schwankungen. Der einzige auffällige Sexualdimorphismus ist der Größenunterschied zwischen Männchen und Weibchen. Männchen sind dabei tendenziell etwas schwerer als die Weibchen. Jungvögel können anhand von Unterschieden im Gefieder etwa bis zu einem Alter von zwei Jahren von den adulten Haubenpinguinen unterschieden werden.

### Gefieder
Adulte Haubenpinguine haben einen schwarzen Oberkopf mit langen, auffällig orangegelben und schwarzen Federn, die auf einer verhältnismäßig kleinen Stelle an der Stirn wachsen. Diese befindet sich etwa ein Zentimeter hinter dem Schnabelansatz. Die verlängerten Gesichtsfedern fallen nach hinten und biegen sich hinter dem Auge leicht herab. Die Wangen sind bis zur Kehle weiß oder blass-grau. Dieses Merkmal ist das wichtigste Unterscheidungsmerkmal von anderen Schopfpinguinen. Bei einigen wenigen Individuen sind die Wangen allerdings auch dunkelgrau oder gar schwarz. Bei einer größeren Zahl von Individuen trennt ein schmales graues Band die weißen Wangen von der weißen Brust. 

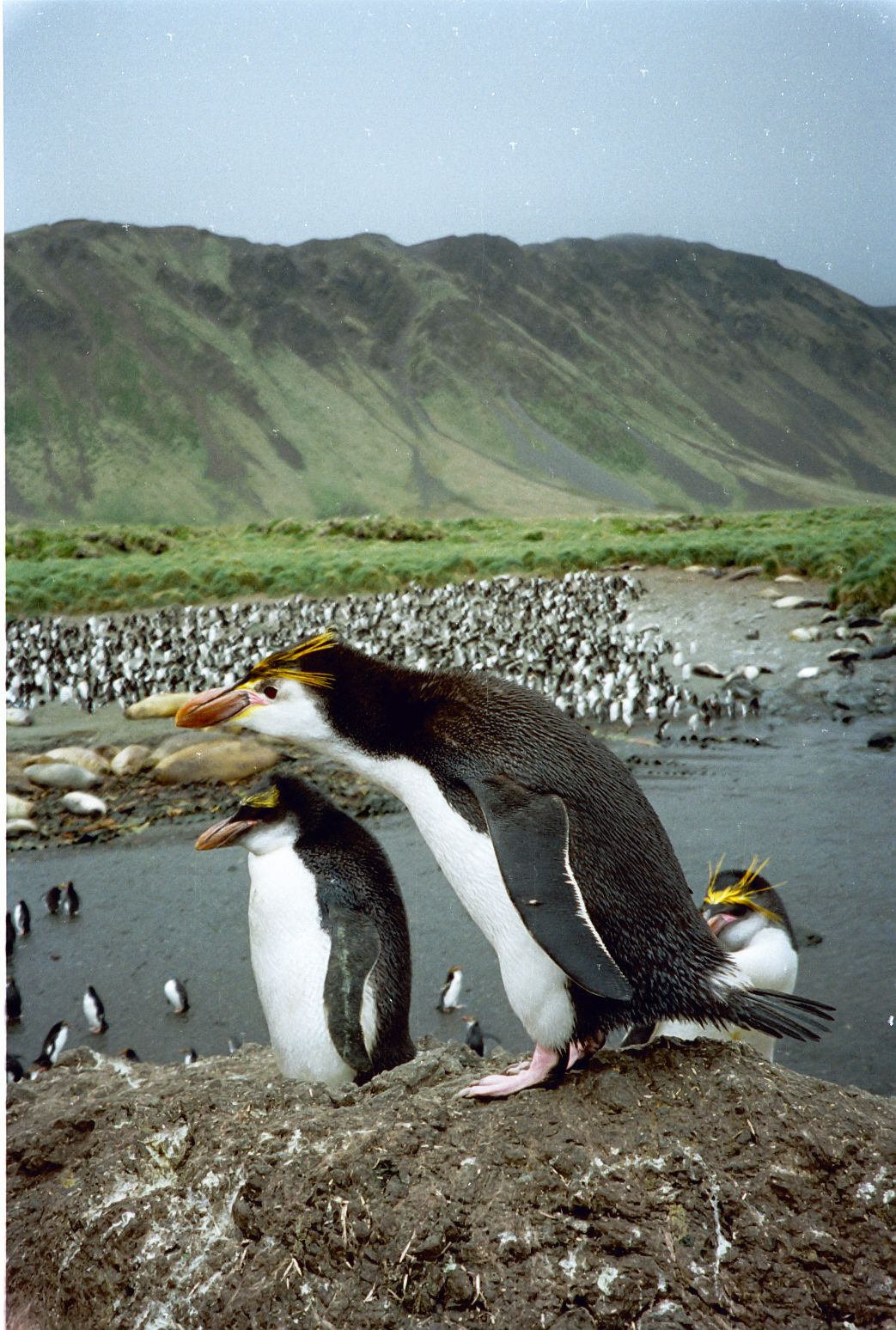
Haubenpinguine in ihrer Brutkolonie

Der Oberkörper und der Schwanz sind bei frisch vermauserten Vögeln schwarz mit einem bläulichen Schimmer. Bei Haubenpinguinen kurz vor der Mauser ist das Gefieder blasser und wirkt häufig bräunlich. Die zu Flossen umgeformten Flügel sind auf der Oberseite schwarzblau mit einem dünnen weißen Rand an den Flossenseiten. Die Flossenunterseite ist weißlich bis rosa-weißlich mit einem kleinen schwarzen Fleck am Flossenende und einem größeren schwarzen Fleck an der Flossenbasis. Der Schnabel ist kräftig und massig gebaut. Die Schnabelfarbe ist ein dunkles Orange-Braun. Viele ältere Individuen weisen auf dem Schnabel auffällige längs verlaufende Querrillen auf. Die unbefiederte Haut an der Schnabelbasis bildet ein auffälliges rosafarbenes Dreieck. Die Iris ist rötlich-brauch. Die Vorderseite der Beine ist rosa, die Rückseite dagegen schwärzlich. Die Füße und Schwimmhäute sind gleichfalls rosafarben, die Sohlen sind schwärzlich.

### Jungvögel
Einjährige Haubenpinguine lassen sich von den adulten Haubenpinguinen durch ihren kleinen und schlankeren Körperbau unterscheiden. Ihr Schnabel ist noch wesentlich kleiner als bei den Adulten, die Schnabelfarbe ist dunkler und matter. Jungvögel haben außerdem tendenziell noch graue Wangen und Kehlen. Ihnen fehlt außerdem der Federschopf entweder noch völlig oder die bereits vorhandenen gelben Federn sind auffällig kurz. Selbst bei zweijährigen Vögeln ist der Federschopf noch deutlich kürzer als bei bereits geschlechtsreifen Haubenpinguinen.

### Verwechslungsmöglichkeiten mit anderen Pinguinarten
Der Haubenpinguin weist eine große Ähnlichkeit mit dem Goldschopfpinguin auf. Dieser ist neben dem Haubenpinguin die einzige Art, bei dem verlängerte gelbe Gesichtsfedern auf der Stirn wachsen. Der Goldschopfpinguin hat jedoch in der Regel eine schwarze Kehle und schwarze Wangen. Dieser ist in der Regel auch etwas kleiner. Allerdings werden bei Goldhaubenpinguinen gelegentlich auch Farbmorphen mit weißen Wangen beobachtet. Die einzige weitere Pinguinart, die wie der Haubenpinguin ein weißes Gesicht aufweisen, ist der Zügelpinguin. Dieser ist jedoch erheblich kleiner und diese Art weist keine gelben Gesichtsfedern auf.

## Verbreitung

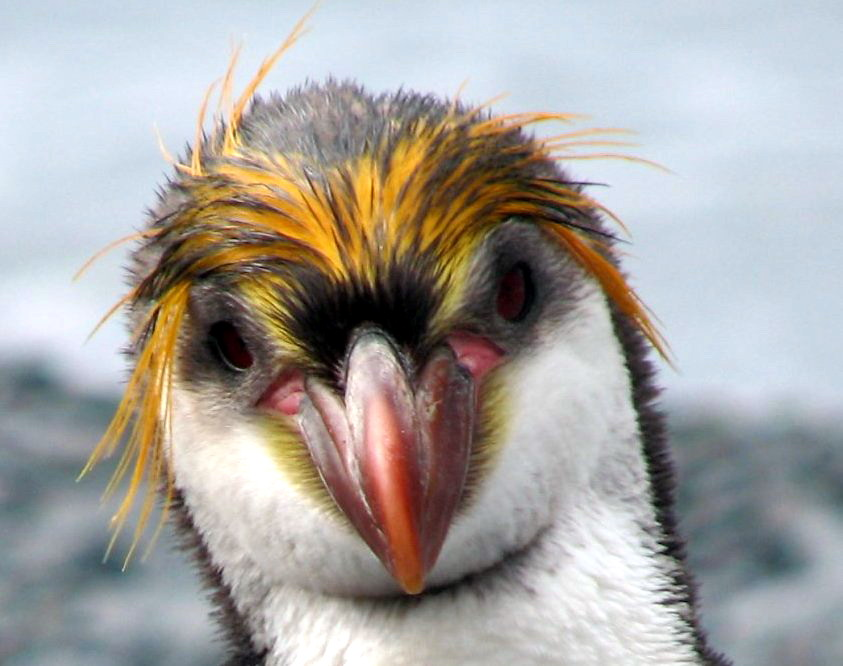
Haubenpinguin

Das Brutareal des Haubenpinguins ist auf die Macquarie-Insel und einige kleinere angrenzende Inseln beschränkt. Sie halten sich dort nur während der Fortpflanzungszeit auf. Ihr Verbreitungsgebiet während der Nichtbrutzeit ist nicht genau bekannt. Man geht jedoch davon aus, dass sich Haubenpinguine dann vorwiegend in subantarktischen Gewässern im äußersten Südwesten des Pazifiks und äußersten Südosten des Indischen Ozeans, aber bevorzugt in der Nähe der Macquarie-Insel aufhalten. Irrgäste wurden bereits an der Küste Australiens und Neuseelands gesichtet. Es liegt außerdem eine Beobachtung in Gewässern der Antarktika vor. Auf Grund der Verwechslungsmöglichkeit mit weißgesichtigen Goldschopfpinguinen ist nicht gesichert, ob es sich bei der Beobachtung von weißgesichtigen Schopfpinguinen in der Nähe von Heard Island, Marion Island, den Crozetinseln und den Kerguelen um Irrgäste dieser Art oder um Farbmorphen des Goldschopfpinguins handelt.
Der Bestand auf der Macquarieinsel gilt heute als stabil. Früher wurden hier in großer Zahl Pinguine gejagt, um aus ihrem Fettgewebe Öl zu gewinnen.

## Ernährung und Fressfeinde
Der Haubenpinguin ernährt sich hauptsächlich von Fisch, aber auch von Krill und Tintenfisch, den er in Tiefen von bis zu 50 Metern fängt. Zu seinen Fressfeinden zählen der Neuseeland-Seebär, der Neuseeland-Seelöwe, Schwertwale und Haie.

## Fortpflanzung
Brutkolonien der Haubenpinguine befinden sich auf der Macquarie-Insel sowohl an Hügeln der Küste als auch bis zu 1,6 Kilometer weiter im Inland. Gewöhnlich nutzen die Haubenpinguine kleine Fließgewässer, um hier in ihre Brutkolonien zu gelangen. Die Brutkolonien liegen teils nur wenig über dem Meeresniveau, teils aber auch bis zu 150 Meter über NN. Die Nester befinden sich gewöhnlich auf offenen und flachen Stellen mit einem felsigen bis steinigen Untergrund.

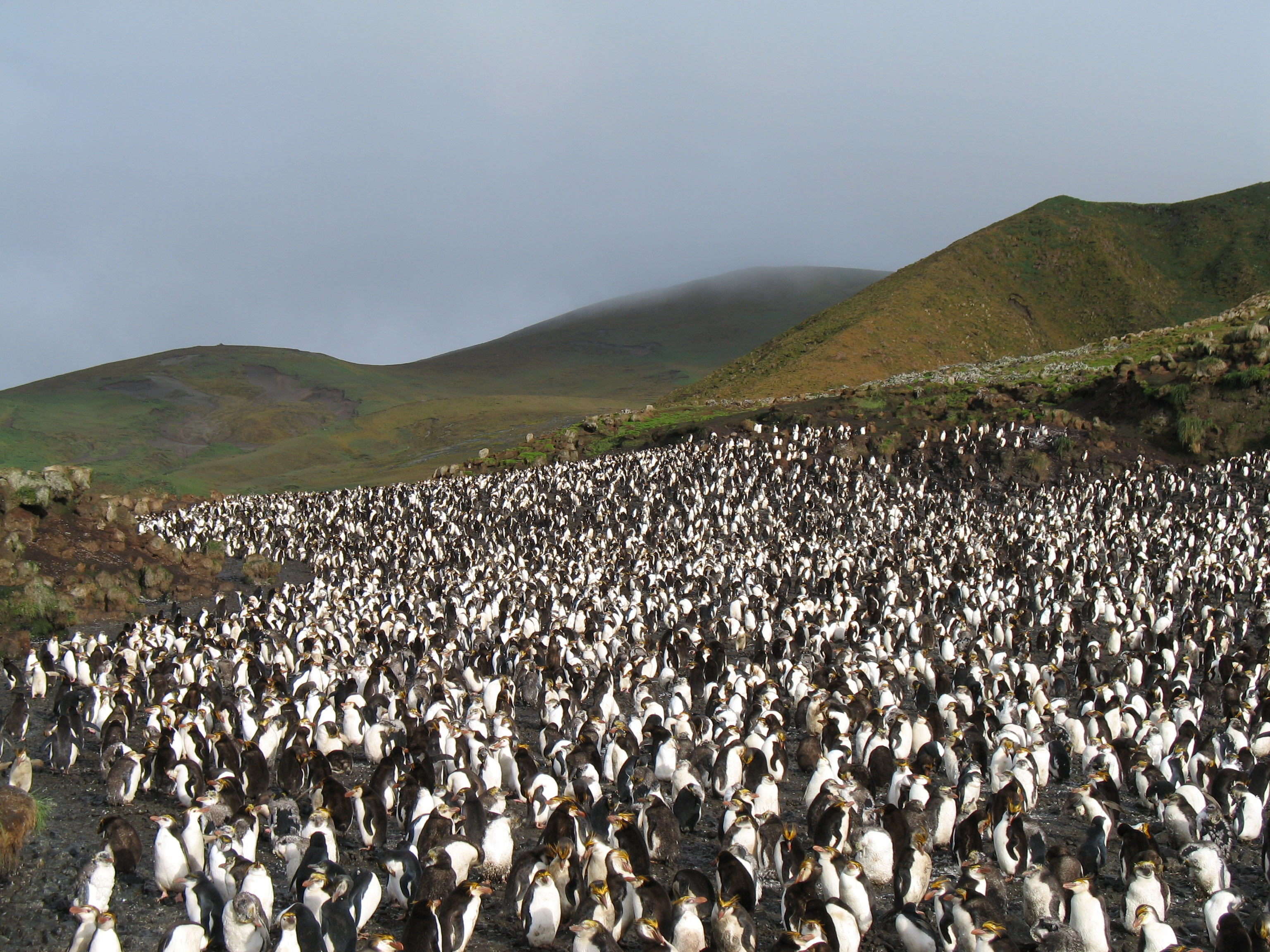
Haubenpinguinkolonie auf der Macquarie-Insel

Über das Sozialverhalten der Haubenpinguine liegen bislang nur wenige Untersuchungen vor. Grundsätzlich ist das Aggressions- und Balzverhalten sehr ähnlich dem anderer Schopfpinguinarten. Haubenpinguine kehren gegen Ende September bis Anfang Oktober in ihre Brutkolonien zurück. Die Brutkolonien können sehr groß sein. Sie umfassen gewöhnlich zwischen 75.000 und 160.000 Paare. Pro Quadratmeter sind durchschnittlich 2,43 Nester zu finden. Wie alle Schopfpinguine legt auch der Haubenpinguin zwei Eier. Das erste Ei hat ein durchschnittliches Gewicht von 100 und das zweite Ei von 163 Gramm. Wie bei allen anderen Schopfpinguinen kommt es zu einer obligaten Brutverringerung, da Haubenpinguine nicht in der Lage wären, ausreichend Nahrung zu finden, um zwei Nestlinge zu ernähren. Bei genauer untersuchten Populationen wurde das erste Ei in 83 von 100 Fällen bereits verloren oder wurde nicht bebrütet, bevor das zweite Ei gelegt wurde. Bei den Gelegen, bei denen das erste Ei noch zum Zeitpunkt der Ablage des zweiten Eis vorhanden war, entfernte in der Regel das Weibchen das erstgelegene Ei unmittelbar nach der Eiablage. Nur aus fünf von 100 erstgelegten Eiern schlüpft überhaupt ein Jungvogel. In diesen Fällen ging meistens das zweite Ei verloren, während das erste noch nicht entfernt war. Es ist bis jetzt kein Fall bekannt, in dem Haubenpinguine beide Jungvögel großzogen.
Die Brutzeit von etwa 35 Tagen ist in drei Phasen unterteilt. Während der ersten wechseln sich die beiden Elternvögel sehr häufig bei der Bebrütung der Gelege ab. Während der zweiten Phase, die etwa zwölf bis vierzehn Tage währt, brütet allein das Weibchen. In der dritten Phase verbleibt das Männchen beim Gelege. Der jeweils nichtbrütende Pinguin sucht derweil nach Nahrung. Das Männchen hudert das Küken während der ersten zehn bis zwanzig Tage nach dem Schlupf. Das Weibchen bringt derweil Futter herbei. Im Alter von etwa drei Wochen schließen sich die Jungvögel Kindergruppen an und werden dann von beiden Elternvögeln etwa alle zwei bis drei Tage gefüttert. Die Jungvögel werden mit 65 Tagen flügge und werden ab dann nicht mehr von den Elternvögeln gefüttert. Die Elternvögel verbringen dann etwa eine 30- bis 35-tägige Phase auf See und kehren dann in die Brutkolonie zurück, um dort zu mausern.
Haubenpinguine erreichen mit fünf bis sechs Jahren die Geschlechtsreife.